# Кермек стокротколистий
Кермек стокротколистий, кермек каспійський як Limonium caspium (Limonium bellidifolium) — вид рослин родини кермекові (Plumbaginaceae), зростає у Тунісі, Туреччині, Європі.

## Опис
Багаторічна рослина 5–45 см заввишки. Стебло в нерозгалуженій частині з 1–2 зеленими листками або зовсім без них. Квітконосні стебла численні (7–20), дуже гіллясті майже від основи. Чашечка 3–3.7 мм завдовжки. Листки лінійно-лопатчаті, до цвітіння опадають. Суцвіття велике, густе. Чашолистки 4—5 мм завдовжки, знизу на жилах війчаті. Пелюстки яскраво-фіолетові.
Час цвітіння: червень і липень.

## Поширення й екологія
Поширений у Тунісі, Туреччині, південній частині Європи й у Великій Британії.
В Україні зростає на солончаках — у південно-східній частині Лісостепу, північній частині Степу, спорадично; в приморській смузі злакового степу, зазвичай.